# Napoleon Cybulski

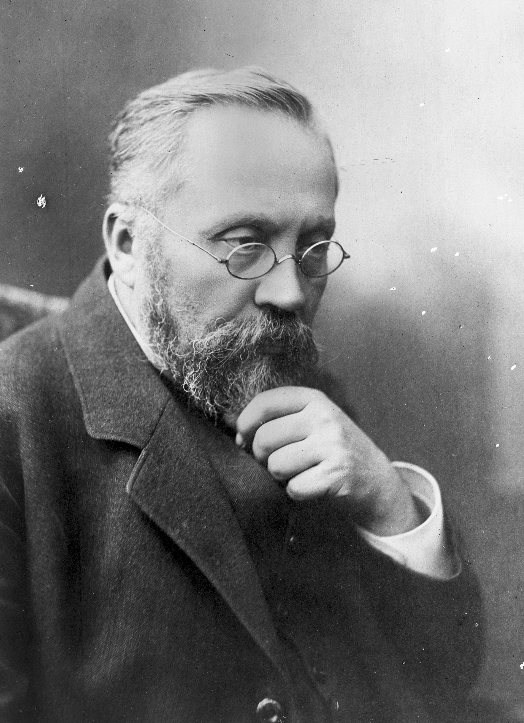

Napoleon Nikodem Cybulski (* 14. September 1854 in Krzywonosy bei Święciany, Ostlitauen; † 26. April 1919 in Krzeszowice bei Krakau) war ein polnischer Physiologe.

## Leben
Cybulski kam aus einer adligen Familie. Nach dem Gymnasium in Minsk studierte er Medizin an der Militärmedizinischen Akademie in St. Petersburg. Von 1877 bis 1885 arbeitete er als Assistent am dortigen Physiologischen Institut. 1885 schloss er sein Studium mit dem Diplom „cum eximia laude“ ab, wurde promoviert und im selben Jahr auf den Lehrstuhl für Physiologie, Histologie und Embryologie der Jagiellonen-Universität Krakau berufen. 1904/1905 war er Rektor der Universität.
1894 entdeckte Cybulski zusammen mit seinem Studenten Władysław Szymonowicz (1869–1939) in einer von der Nebenniere wegführenden Blutader das Adrenalin.
Cybulski wurde nach seinem Tod mit dem Kommandeurkreuz des Ordens der Wiedergeburt Polens geehrt.